# Oraovica

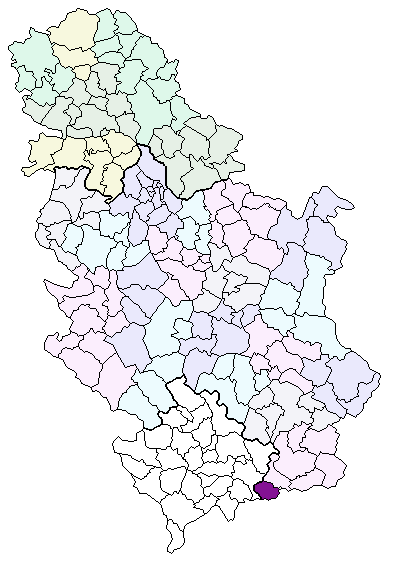
Kommunen Preševos läge i Serbien

Oraovica (kyrillisk skrivform Ораовица, albanskt namn Rahovicë) är en by i södra Serbien som ligger 2 km från staden Preševo.